# Mistika
Mistika ali misticizem je nauk o verskih skrivnostih, misterijih (kot sestavina religij) oziroma religiozni in filozofski nauk o dojemanju nadnaravnih resnic (z razmišljanjem, meditacijo), zlasti nauk o neposrednem doživljanju Boga − o skrivnostnem združevanju človeške duše z Bogom.

## Zgodovina mistike
Mistika je prisotna v različnih religijah in kulturah. Najstarejša tradicija misticizma se pojavi v hinduistični kulturi. Temelji na njihovem jaz-u oziroma Atmanu (posamezni »jaz« vsakega človeka), ki je poistosvetljen z njihovim višjim jazom ali Brahmanom (ta višji jaz naj bi bil »jaz« stvarstva).  Mistika se pojavlja tudi v budistični kulturi, ki se je razvila iz hindujske. Najbolj znana in najstarejša je zen budistična šola, ki se je razvila v 6. stoletju na Kitajskem in se je kasneje razširila na Japonsko. Učenje zena pogosto temelji na zastavljanju navidez nesmiselnih ugank − koanov. Za njihovo razrešitev, je potrebno razsvetljenje, ki vodi v nirvano (blaženo stanje srca). Poznamo različne oblike budizma, ena izmed bolj znanih je tantra budizem, katerega učenje temelji na strogih vajah duha in telesa, ki kasneje pripeljejo človeka do mističnega spoznanja. Mistika se pojavi tudi na Kitajskem. Njen začetnik oziroma utemeljitelj je filozof Lao-Tzu. Opazna je tudi v Stari Grčiji (starogrška mistika), v dobi neoplatonizma. Ta je bil osnovan na Platonovi filozofiji, v kateri so sledovi mističnih religij. V Islamski kulturi je mistika prisotna v sufizmu, ki je prevzet po hinduistični obliki misticizma.

## Mistika v krščanski kulturi
Prvi veliki krščanski mistik je bil sveti Pavel. Njegovi najbolj znani zapiski z mistično podlago so pisma v Novi zavezi. Krščanski misticizem se je razvil iz neoplatonizma. Znan je postal, ko je sholastični filozof Janez Duns Skot prevedel delo Dionizija Areopagita iz grščine v latinščino in predstavil mistiko celotni Evropi. V srednjem veku je bila mistika povezana z meništvom, saj je bilo veliko menihov hkrati tudi mistikov. Najbolj poznani mistiki so bili menihi vzhodne in zahodne Cerkve. Še posebej izstopajo v 14. stoletju menihi s svete gore Atos v Grčiji na vzhodu, na zahodu pa Bernard iz Clairvauxa, Frančišek Asiški in Janez od Križa.
V 13. stoletju je bil eden izmed najpomembnejših mistikov Mojster Eckhart. Rojen je bil v viteški družini v kraju Hochheim. Pri starosti 15 let se je pridružil redu dominikancev in nadaljeval teološki študij. Leta 1302 je prejel diplomo iz teologije na pariški univerzi. Kasneje (leta 1311) je bil tudi profesor teologije v Parizu. Od leta 1314 do 1322 je pridigal in poučeval v Strasbourgu, kjer je bil zelo spoštovan mož.
Echakartova teologija je nadaljevala delo Tomaža Akvinskega, vendar se je v njej še vedno pojavljal neoplatonizem. Njegovo učenje o združenju duše in Boga ga je pripeljalo do obtožb panteizma. Leta 1327 je avignonski papež Janez XXII. obtožil Echkarta herezije in ga poklical na zagovor.